# 9479 Мадресплазамайо
9479 Мадресплазамайо (9479 Madresplazamayo) — астероїд головного поясу, відкритий 26 вересня 1960 року.
Тіссеранів параметр щодо Юпітера — 3,394.
Названий на честь громадського руху "Матері майдану Травня" (Mothers of the Plaza de Mayo)